# Castello di Mancapane (Collecchio)
Il castello di Mancapane, noto anche come castello di Manchapan, era un maniero medievale, che sorgeva non lontano dalla pieve di San Prospero a Collecchio, in provincia di Parma.

## Storia
Il castello fu edificato probabilmente sul Poggio di Collecchio entro il XIII secolo, forse per volere dei Rossi. La sua fondazione potrebbe risalire già all'XI secolo e potrebbe precedere anche la costruzione del cosiddetto "castello di Collecchio", palazzo comitale fortificato che apparteneva ai vescovi di Parma, feudatari della zona fin dal X secolo, e sorgeva sul luogo in cui sarebbe stata edificata nel XVI secolo la villa Paveri Fontana.
Tuttavia, la prima testimonianza certa della sua esistenza risale soltanto al 1303, quando i Rossi, cacciati da Parma, vi si rifugiarono. Nel 1305 le truppe parmigiane assaltarono il maniero, costringendo alla fuga i Rossi, che presto si riorganizzarono e ripresero il fortilizio, con l'intenzione di spingersi poi al castello di Montechiarugolo in aiuto di Giovannino Sanvitale, asserragliatosi di fronte all'esercito di Giberto III da Correggio. Tuttavia, i loro piani fallirono in quanto Giberto, intuendo le loro intenzioni, si mosse rapidamente verso Collecchio e attaccò il maniero, che, durante gli aspri scontri, fu distrutto, con pesanti conseguenze anche sul vicino borgo collecchiese; i Rossi, ormai sconfitti, si allontanarono frettolosamente guadando il fiume Taro, con pesanti perdite.
In parte ricostruito, pochi anni dopo il castello, secondo la tradizione, avrebbe ospitato per una notte Dante Alighieri durante il suo spostamento dalla Lunigiana a Verona; nonostante i tentativi di servirlo al meglio, i proprietari non sarebbero stati in grado di fornirgli il pane durante il pasto e di conseguenza il giorno successivo il poeta avrebbe rinominato l'edificio "castello di Mancapane" o "Manchapan".
Nel 1443 Annibale I Bentivoglio, in fuga dopo la rocambolesca liberazione dal castello di Varano, fu rifornito di un cavallo da parte dei castellani collecchiesi.
Nel 1680 l'edificio risultava ancora abitato, come testimoniato da un rogito notarile.
Durante la seconda guerra mondiale i ruderi divennero la sede del comando locale delle truppe tedesche; per questo motivo furono quasi completamente distrutti dagli alleati.
Gli ultimi resti furono demoliti nel 1963 e sul luogo dell'antico castello fu edificato un nuovo quartiere residenziale.